# Église de la Confraternité de Saint-Michel
L'église de la Confraternité de Saint-Michel est une église baroque, de culte catholique,  de la ville d'Asti, dans la province du Piémont. Elle est située sur la Piazza San Martino.
Le bâtiment, à la fin du XXe siècle, a fait l'objet d'une restauration et d'un réaménagement de ses abords. Elle est devenue le siège de l'Association culturelle « Diable rouge ».

## Sources
- (it) Cet article est partiellement ou en totalité issu de l’article de Wikipédia en italien intitulé « Chiesa dell'ex Confraternita di San Michele » (voir la liste des auteurs).